# WISE 0350-5658
WISE J035000.32−565830.2 (abbreviato come WISE 0350−5658) è una nana bruna con spettro di classe Y1, localizzata nella costellazione del Reticolo. Trovandosi a circa 12,1 anni luce di distanza dal sistema solare è uno degli oggetti con queste caratteristiche più vicini alla Terra. Altre nane brune vicine al sistema solare sono: ε Indi Ba and ε Indi Bb a 11,8 anni luce e WISE 1506+7027 a 11,1 anni luce.

## Scoperta
WISE 0350−5658 è stata scoperta da J. Davy Kirkpatrick et al. attraverso la missione Wide-field Infrared Survey Explorer (WISE) durata dal dicembre 2009 al febbraio 2011. Nel 2012 pubblicarono un articolo sull'Astrophysical Journal nel quale venivano descritte sette nane brune di tipo spettrale Y scoperte elaborando i dati raccolti da WISE, tra le quali WISE 0350−5658.

## Distanza
WISE 0350−5658 è una delle più vicine tra le nane brune conosciute: la sua parallasse è di 0,291±0,050 arcsec, e corrisponde a una distanza di 11,2+2,3
−1,6 anni luce.